# Plecia sundaensis
Plecia sundaensis är en tvåvingeart som beskrevs av Hardy 1952. Plecia sundaensis ingår i släktet Plecia och familjen hårmyggor. Inga underarter finns listade i Catalogue of Life.